# Petar Milas
Petar Milas (* 28. August 1995 in Split, Kroatien) ist ein kroatischer Profiboxer im Schwergewicht und aktueller ungeschlagener WBC-Mediterranean-Champion. Er steht bei Fides Sports-Boxstall unter Vertrag.

## Profikarriere
Seine Karriere als Profi begann der 1,94 m große Milas im Jahr 2015. Er gewann seine ersten drei Kämpfe, die alle auf 4 Runden angesetzt waren, alle durch technischen K.o. in Runde 1. 
Im März 2018 trat er gegen den US-Amerikaner Kevin Johnson um die internationale Meisterschaft der Organisation IBO an und gewann durch T.K.o. in Runde 8. Im Juni desselben Jahres verteidigte er diesen Titel gegen Francesco Pianeta klar und einstimmig nach Punkten. Vier Monate später eroberte er den vakanten WBC-Mediterranean-Titel, als er Mirko Tintor klassisch ausknockte. Alle drei Kämpfe waren auf 10 Runden angesetzt.